# بیتر

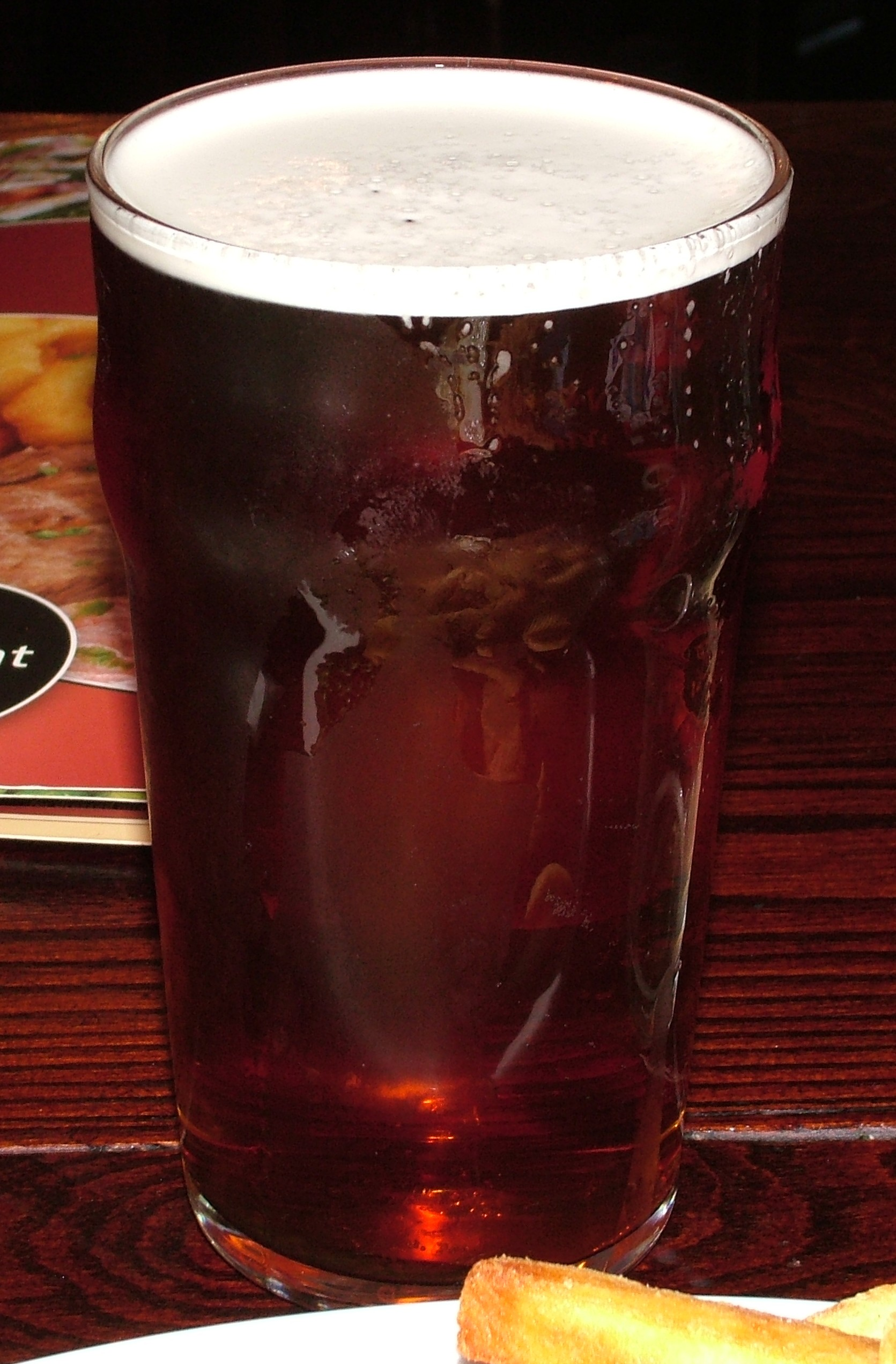
یک لیوان آبجوی بیتر

بیتِر (به انگلیسی: Bitter) یک سبک انگلیسی از پیل ایل است که از رنگ طلایی تا کهربایی تیره متغیر است و از نظر قدرت معمولاً بین ۳٪ تا ۵٫۵٪ درصد الکل دارد.

## تاریخچه
اصطلاح «بیتر» از اوایل قرن ۱۹ در انگلستان برای توصیف پیل ایل استفاده شده است. اگرچه آبجوسازان از اصطلاح «پیل ایل» استفاده می‌کردند، قبل از اختراع پمپ آبجو، مشتریان در میخانه‌ها از «بیتر» برای تمایز آن از میلد ایل استفاده می‌کردند؛ تا پایان قرن ۱۹، آبجوسازان نیز شروع به استفاده از این اصطلاح کردند.
در طول قرن ۲۰، بیتر به محبوب‌ترین نوع آبجوی بشکه‌ای فروخته‌شده در میخانه‌های بریتانیایی تبدیل شد و به عنوان «نوشیدنی ملی انگلستان» توصیف شده است. در اسکاتلند، بیتر بسته به قدرت، رنگ و بدنهٔ آن به عنوان «لایت» (به معنای سبک) یا «هوی» (به معنای سنگین) شناخته می‌شود.
بیتر به‌طور سنتی بشکه‌ای یا با جاذبه از طریق یک شیر در بشکه یا توسط یک پمپ آبجو در «دمای زیرزمین» یعنی ۱۱ تا ۱۴ درجه سلسیوس (۵۲ تا ۵۷ درجه فارنهایت) توزیع می‌شود. محبوبیت آبجوسازی دستی در آمریکای شمالی منجر به تولید بیتر به سبک بریتانیایی در آنجا از دههٔ ۱۹۸۰ شده است.

## سبک
بیتر به خانوادهٔ پیل ایل تعلق دارد و می‌تواند تنوع زیادی در قدرت، طعم و ظاهر داشته باشد، از کهربایی تیره تا یک ایل تابستانی طلایی. می‌تواند زیر ۳٪ درصد الکل و تا ۷٪ با بیترهای پرمیوم یا قوی باشد. رنگ ممکن است با افزودن رنگ کارامل کنترل شود. این سبک مشابه ایندیا پیل ایل است، اگرچه بیترها کمتر رازکی هستند.

## زیرگونه‌های بیتر
لایت ایلیک بیتر کم‌الکل، اغلب بطری‌شده.
بیتر عادی یا سشنقدرت تا ۴٫۱٪ الکل حجمی. این رایج‌ترین بیتر فروخته شده در میخانه‌های بریتانیا است. در سال ۲۰۰۳، ۱۶٫۹٪ از فروش میخانه‌ها را به خود اختصاص داد.
بیتر برتر یا ویژهقدرت بین ۴٫۲٪ و ۴٫۷٪ الکل حجمی. در بریتانیا، بیتر بالای ۴٫۲٪ الکل حجمی تنها ۲٫۹٪ از فروش میخانه‌ها را در سال ۲۰۰۳ به خود اختصاص داد. ناپدید شدن بیترهای ضعیف‌تر از فهرست برخی از آبجوسازان به این معنی است که بیتر «برتر» در واقع ضعیف‌ترین در این محدوده است.
بیتر پرمیوم یا قویقدرت ۴٫۸٪ الکل حجمی و بالاتر.
ایل طلاییایل طلایی یا تابستانی دارای ظاهری و مشخصاتی مشابه لاگر طلایی است. ایل طلایی معمولاً بدون استفاده از مالت کریستال، یا حداقل در مقدار بسیار کمتر نسبت به یک بیتر سنتی ساخته می‌شود. در سال ۲۰۲۰، ۸۳٫۵٪ از آبجوسازی‌های عضو SIBA 'بیتر طلایی روشن' تولید می‌کردند.